# CCIR
CCIR är akronym för Comité consultatif international des radiocommunications, som ingått i Union international des télécommunications (UIT = International Telecommunications Union, ITU).
Efter omorganisation av UIT/ITU har CCIR ersatts av ITU-R, ITU Radiocommunications Bureau[när?].